# Visionneur (Terminal)

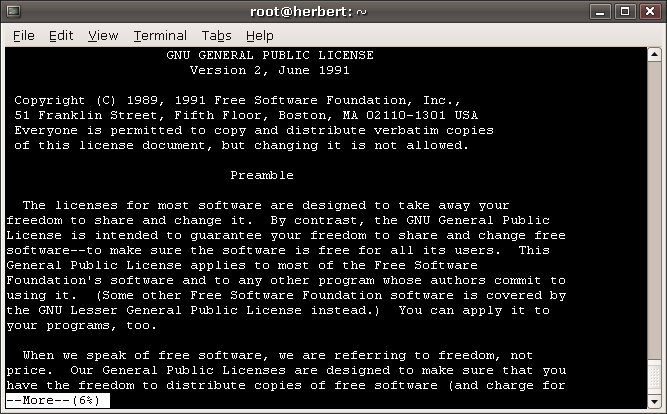
Capture décran de more, un visionneur en mode terminal

Un visionneur en mode terminal est un programme informatique utilisé pour afficher (mais pas modifier) le contenu d'un fichier texte en se déplaçant dans le fichier ligne par ligne, ou écran par écran, le plus souvent vers la fin du fichier. Certains programmes, comme more, permettent également de se déplacer vers le début du fichier. more est l'un des plus populaires visionneurs en mode terminal, mais il ne permet pas d'afficher les flux précédemment stockés dans un pipeline. less est un visionneur en mode terminal bien plus avancé en fournissant par exemple des fonctionnalités de recherche.
Certains programmes disposent de leurs propres fonctionnalités de visionneur. GNU Emacs par exemple permet de naviguer ligne par ligne ou écran par écran par des raccourcis claviers, auxquels sont associées des fonctions développées en Elisp.

## Exemples
- more
- less
- pg (Unix) (en)[5]
- most (Unix) (en)[6]
- lv[7]
- nano --view